# Darrell Williams
Darrell Williams (nacido el 5 de septiembre de 1989 en Chicago, Illinois) es un jugador de baloncesto estadounidense que pertenece a la plantilla del İstanbul Teknik Üniversitesi B.K. turco. Con 2,03 metros de estatura, juega en la posición de ala-pívot.

## Trayectoria deportiva
El ala-pívot llega en 2015 a Europa para firmar con el VOO Verviers-Pepinster belga, donde ha promedia 17.2 puntos y 10.7 rebotes por partido.
En enero de 2016, el Partizan de Belgrado ha llegado a un acuerdo para la incorporación de Darrell Williams.